# AEW Rampage
AEW Rampage, of kortweg Rampage, is een televisieprogramma in het professioneel worstelen dat geproduceerd wordt door de Amerikaanse worstelorganisatie All Elite Wrestling (AEW). Het programma wordt elke vrijdag live uitgezonden om 22:00 uur ET op de zender TNT. In landen buiten de VS (waaronder Nederland) is Rampage te zien op FITE TV met een AEW Plus abonnement.

## Geschiedenis
Op 15 januari 2020, kondigden WarnerMedia en AEW een contractverlenging aan voor $175 miljoen dollar voor hun belangrijkste programma AEW Dynamite tot 2023. Als part van deze deal, werd er ook aangekondigd dat er een tweede wekelijkse televisieshow komt.
In mei 2021, onthulde AEW hun tweede wekelijkse tv-show en vierde programma in het algemeen, als AEW Rampage, die op 13 augustus op TNT zou worden uitgezonden als een show van een uur op vrijdag om 22.00 uur ET. Er werd ook aangekondigd dat zowel Dynamite als Rampage in januari 2022 zouden verhuizen naar TNT's zusterzender TBS. Tijdens het evenement Double or Nothing op 30 mei 2021, werd voormalige WWE-worstelaar Mark Henry aangekondigd als analist en deel uit te maken van het commentatorteam voor Rampage. Op 4 augustus 2021, werd aangekondigd dat de commentatoren van Dynamite en Dark, Excalibur en Taz en worstelaar Chris Jericho, die verschillende keren als gastcommentator op Dynamite heeft gediend, zich bij Henry zullen voegen als Rampage's vierkoppige commentaarteam. AEW President en Chief Executive Officer (CEO) Tony Khan zei dat het commentaarteam niet altijd alle vier mannen zou zijn, aangezien Henry ook andere rollen in de show zou hebben, zoals het doen van interviews.

## Speciale afleveringen
| Aflevering        | Datum             | Stad                     | Opmerkingen |
| ----------------- | ----------------- | ------------------------ | --- |
| Debuut aflevering | 13 augustus 2021  | Pittsburgh, Pennsylvania | Rampage is de eerste wekelijkse serie die op vrijdagavond wordt uitgezonden op Tuner sinds WCW Power Hour in 1994. - Kenny Omega (c) vs. Christian Cage voor het Impact World Championship |
| The First Dance   | 20 augustus 2021  | Chicago, Illinois        | Debuut van CM Punk - Jon Moxley vs. Daniel Garcia |
| Grand Slam        | 24 september 2021 | Queens, New York         | Speciale twee uur durende aflevering van Rampage (wordt opgenomen op 22 september 2021); zal de eerste stadionshow van Rampages zijn.                                                      |

## Uitzendteam

### Commentatoren
| Commentatoren                               | Datum                  |
| ------------------------------------------- | ---------------------- |
| Excalibur, Taz, Chris Jericho en Mark Henry | 13 augustus 2021       |
| Excalibur, Jim Ross, Taz en Mark Henry      | 20 augustus 2021–heden |

### Ringaankondigers
| Ringaankondiger | Datum                  |
| --------------- | ---------------------- |
| Dasha Gonzalez  | 13 augustus 2021       |
| Justin Roberts  | 20 augustus 2021–heden |

## Uitzending
Rampage wordt live uitgezonden op TNT om 22:00 uur ET in de Verenigde Staten.

### Canada
Op 9 augustus 2021, meldde PWInsider dat TSN, dat Dynamite in Canada uitzendt, Rampage online zou streamen in simultane uitzending met de VS via haar website en TSN Direct-service.

### Europa
Op 6 juli 2021, kondigde Toonami aan een deal te hebben afgesloten om Rampage uit te zenden in Frankrijk. Op 27 augustus 2021 kondigden Sky Sport en AEW aan dat Rampage op maandagavond in Italië zou worden uitgezonden.

### India
In India wordt Rampage uitgezonden Eurosport twee dagen later na de uitzending in de VS.